# قرى الخريجين (الدلنجات)
قرية قرى الخريجين هي إحدى القرى التابعة لمركز الدلنجات في محافظة البحيرة في جمهورية مصر العربية. حسب إحصاءات سنة 2006، بلغ إجمالي السكان في قرى الخريجين 6046 نسمة، منهم 3287 رجل و2759 امرأة.